# Nachtessersyndrom
Das Nachtessersyndrom (NES), Nacht-Esser-Syndrom, Nächtliches Essen oder Night Eating Syndrome, ist eine Essstörung, bei der Betroffene unter nächtlichem Heißhunger leiden. Es wird von NES gesprochen, wenn mindestens 25 % der täglichen Nahrungsaufnahme nach der letzten Tagesmahlzeit erfolgt, und/oder wenn eine Schlafstörung vorliegt, welche durch Nahrungsaufnahme begleitet wird. NES ist bislang nur wenig erforscht und wird auch nicht im internationalen Diagnoseklassifikationssystem ICD-10 aufgeführt.

## Merkmale und Symptome
Menschen, die am Nachtessersyndrom leiden, nehmen durchschnittlich eine gesamte Mahlzeit spät abends oder nachts zu sich. Die Menge an Nahrung, die in den nächtlichen Stunden eingenommen wird, kann bis zur Hälfte der gesamten Tageszufuhr betragen. Charakteristisch ist hierbei die Zufuhr von besonders kohlenhydratreicher Nahrung. Dies hat eine erhöhte Insulinausschüttung zur Folge, weshalb es zu weiteren Heißhungerattacken kommen kann. Häufig resultiert daraus mehrmaliges nächtliches Aufstehen und Essen, da viele Nachtesser nicht wieder einschlafen können, ohne etwas gegessen zu haben. Am Morgen wird das Frühstück oft übersprungen, da Betroffene dann keinen Appetit haben. Begleitet wird das Nachtessersyndrom häufig von Depressionen und Angstzuständen. Außerdem leiden Betroffene an Übergewicht, Stress und neigen zu Suchtverhalten.

## Epidemiologie
Etwa 1–2 % der Bevölkerung leidet an NES. Verschiedene Studien weisen darauf hin, dass übergewichtige Menschen weitaus häufiger betroffen sind.

## Ursache
Forscher konnten die Ursachen für NES noch nicht nachweisen. Empirische Untersuchungen weisen vorwiegend auf genetische Ursachen hin, da NES gehäuft familiär auftritt. Auch eine Fehlregulation von Hormonen wird vermutet – was einen Rückschluss auf die möglichen Begleiterkrankungen zulässt.